# Nekrolog 3. Quartal 1907
Nekrolog
◄◄
| ◄
| 1903
| 1904
| 1905
| 1906
| 1907 | 1908 | 1909 | 1910 | 1911 | ► | ►►
1. Quartal |
2. Quartal |
3. Quartal |
4. Quartal 1907
Weitere Ereignisse | Allgemeiner Nekrolog 1907
Die Beschreibung der verstorbenen Person sollte so kurz wie möglich gehalten sein und nur deren signifikante Tätigkeit(en) enthalten.
Neue Namen ggf. auch unter dem Geburts- und Sterbedatum, also etwa unter 1. Januar und im Geburts- und Sterbejahr (2024) eintragen (nur bei entsprechender großer Wichtigkeit). Für Beispiele siehe die schon vorhandenen Artikel.
Außerdem über die fünf zuletzt Verstorbenen, zu denen es einen ausreichend guten Artikel für eine Präsentation auf der Hauptseite gibt, nach der todesbedingten Überarbeitung der Artikel ggf. auch unter Wikipedia Diskussion:Hauptseite informieren und sie am besten auch in den anderen Wikipedia-Sprachversionen eintragen. Tipp: Regelmäßig bei news.google.de nach „ist tot“, „gestorben“ oder „verstorben“ suchen.
Wenn eine Person gestorben ist, gibt es viele Seiten zu dieser Person in der Wikipedia, die davon auch betroffen sind und entsprechend aktualisiert werden müssen. Beispiele: Namenübersichtsseite, Geburtsjahr, Geburtsort-Seiten und viele mehr.
Wie finde ich die betroffenen Seiten?
Im Suchfeld auf der linken Seite gibt man den Suchbegriff so ein: „Vorname Nachname“. Dann klickt man auf Volltext und alle Seiten mit entsprechendem Suchtext werden aufgerufen. Hier sieht man dann schnell, wo auch das Todesjahr Sinn macht oder sogar ein Teil des Artikels angepasst werden muss. Auch hilft das „Werkzeug“ auf der linken Seite sehr gut, um solche Seiten aufzufinden: „Links auf diese Seite“. Somit ist die Wikipedia wieder aktuell in allen Bereichen! Hinweis: bei Eintragung der Kategorie „Gestorben JAHR“ wird der Missbrauchsfilter 49 ausgelöst, was jedoch nicht schlimm ist. Siehe: Spezial:Missbrauchsfilter/49
Dies ist eine Liste von im dritten Quartal 1907 verstorbenen bekannten Persönlichkeiten. Die Einträge erfolgen innerhalb der einzelnen Daten alphabetisch sortiert. Tiere sind im Nekrolog für Tiere zu finden.

## Juli
| Tag      | Name                                | Beruf, bekannt als                                                                                 | Alter | Beleg |
| -------- | ----------------------------------- | -------------------------------------------------------------------------------------------------- | ----- | ----- |
| 1. Juli  | Costantino Nigra                    | italienischer Diplomat und Staatsmann                                                              | 79    |       |
| 2. Juli  | Hermann Budy                        | deutscher Pädagoge und Musikwissenschaftler                                                        | 68    |       |
| 2. Juli  | Georg Düssel                        | deutscher Architekt                                                                                | 57    |       |
| 2. Juli  | Eduard Rupprecht                    | deutscher lutherischer Pfarrer                                                                     | 70    |       |
| 3. Juli  | Andreas Buberl                      | Militärarzt, Kurarzt und Volkstumsforscher des Egerlandes                                          | 74    |       |
| 3. Juli  | Theodor Keetman                     | deutscher Unternehmer                                                                              | 71    |       |
| 3. Juli  | Heinrich Kreutz                     | deutscher Astronom                                                                                 |       |       |
| 3. Juli  | Nehemiah G. Ordway                  | US-amerikanischer Politiker, Gouverneur des Dakota-Territoriums                                    | 78    |       |
| 4. Juli  | Ferdinand de Schlatter              | französischer Segler                                                                               | 76    |       |
| 5. Juli  | Cäsar Barazetti                     | deutscher Rechtswissenschaftler                                                                    | 63    |       |
| 5. Juli  | Hermann Eckels                      | deutscher Jurist und Mitglied des Preußischen Abgeordnetenhauses                                   | 63    |       |
| 5. Juli  | Kuno Fischer                        | deutscher Philosoph                                                                                | 82    |       |
| 5. Juli  | Friedrich Ratzel                    | deutscher Architekt und Hochschullehrer                                                            | 37    |       |
| 6. Juli  | August Johann Gottfried Bielenstein | deutsch-baltischer Theologe, Volkskundler, Linguist                                                | 81    |       |
| 6. Juli  | Alfred Burjam                       | deutscher Kirchenmusiker                                                                           | 59    |       |
| 7. Juli  | Tellos Agras                        | griechischer Guerillakämpfer                                                                       |       |       |
| 7. Juli  | Angelo Heilprin                     | amerikanischer Naturkundler, Geologe, Paläontologe und Fotograf                                    | 54    |       |
| 7. Juli  | Willem Koster                       | niederländischer Anatom                                                                            | 72    |       |
| 7. Juli  | Annie Louisa Walker                 | britische Lehrerin und Autorin                                                                     | 71    |       |
| 7. Juli  | Xu Xilin                            | chinesischer Revolutionsführer in der späten Qing-Dynastie                                         |       |       |
| 8. Juli  | Sophus Bugge                        | norwegischer Philologe                                                                             | 74    |       |
| 8. Juli  | Karl von Struve                     | russischer Botschafter                                                                             | 71    |       |
| 9. Juli  | Alfred Billson                      | liberaler Politiker in England                                                                     | 68    |       |
| 9. Juli  | Konrad Hentschel                    | deutscher Porzellanmodelleur                                                                       | 35    |       |
| 11. Juli | August von Bechmann                 | deutscher Rechtswissenschaftler und Hochschullehrer                                                | 72    |       |
| 11. Juli | Johann Evangelist von Pruner        | deutscher römisch-katholischer Theologe                                                            | 80    |       |
| 12. Juli | Felix Bobertag                      | deutscher Germanist und Literaturhistoriker                                                        | 65    |       |
| 12. Juli | David Farquharson                   | schottischer Landschaftsmaler                                                                      | 67    |       |
| 13. Juli | George Heinrich Embden              | Hamburger Rechtsanwalt und Politiker                                                               | 67    |       |
| 13. Juli | Jacques-Joseph Grancher             | französischer Pädiater                                                                             | 63    |       |
| 13. Juli | Otto Keller                         | deutscher Politiker, MdR                                                                           | 77    |       |
| 13. Juli | Henrik Sillem                       | niederländischer Sportschütze                                                                      | 40    |       |
| 13. Juli | Reinhard Suchier                    | deutscher Gymnasiallehrer, Altphilologie, Lokalhistoriker und Numismatiker                         | 83    |       |
| 14. Juli | William Henry Perkin                | britischer Chemiker und Industrieller                                                              | 69    |       |
| 14. Juli | Nicolas Auguste Tissot              | französischer Mathematiker und Kartograph                                                          | 83    |       |
| 15. Juli | August Dupré                        | Chemiker                                                                                           | 71    |       |
| 15. Juli | August Harlacher                    | deutscher Sänger und Regisseur                                                                     | 64    |       |
| 15. Juli | John H. O’Neall                     | US-amerikanischer Politiker                                                                        | 68    |       |
| 15. Juli | Eugène Poubelle                     | französischer leitender Beamter                                                                    | 76    |       |
| 15. Juli | Qiu Jin                             | chinesische Revolutionärin                                                                         | 31    |       |
| 17. Juli | Ludwig Arnsperger                   | badischer Ministerialbeamter                                                                       | 69    |       |
| 17. Juli | Bernhard Schneider                  | deutsch-US-amerikanischer Landschaftsmaler und Fotograf                                            | 64    |       |
| 18. Juli | Hector Malot                        | französischer Schriftsteller                                                                       | 77    |       |
| 18. Juli | Wilko Levin von Wintzingerode       | deutscher Politiker, MdR                                                                           | 74    |       |
| 19. Juli | Bernhard von Fumetti                | deutscher Verwaltungsjurist und Landrat                                                            | 81    |       |
| 19. Juli | Theodor Pixis                       | deutscher Maler und Zeichner, Illustrator und Radierer                                             | 76    |       |
| 19. Juli | William Gunion Rutherford           | schottischer Klassischer Philologe                                                                 | 54    |       |
| 19. Juli | Theodor von Sprösser                | württembergischer Offizier, Generalmajor                                                           | 71    |       |
| 20. Juli | Christoph von Tiedemann             | preußischer Verwaltungsjurist und Politiker;, MdR und Mitglied im Preußischen Abgeordnetenhaus     | 70    |       |
| 21. Juli | Nicolae Grigorescu                  | rumänischer Maler                                                                                  | 69    |       |
| 21. Juli | Wilhelm von Kardorff                | preußisch-deutscher Politiker, MdR                                                                 | 79    |       |
| 21. Juli | Franz Olbricht                      | österreichischer Architekt und Baumeister                                                          | 65    |       |
| 21. Juli | Carl David Weber                    | deutscher Textilunternehmer                                                                        | 83    |       |
| 22. Juli | Julius von Benz                     | deutscher Politiker                                                                                | 75    |       |
| 23. Juli | Hermann Boddin                      | Bürgermeister und Politiker                                                                        | 63    |       |
| 23. Juli | Antonin Marmontel                   | französischer Komponist, Pianist und Musikpädagoge                                                 | 56    |       |
| 23. Juli | Gustav Pohl                         | Hamburger Kaufmann, MdHB                                                                           | 71    |       |
| 26. Juli | Jakob Tamm                          | estnischer Lyriker                                                                                 | 46    |       |
| 27. Juli | Eduardo Benot                       | spanischer Politiker, Pädagoge, Mathematiker, Autor, Sprachwissenschaftler, Romanist und Hispanist | 84    |       |
| 27. Juli | Joseph Hansen                       | belgischer Choreograf                                                                              | 65    |       |
| 27. Juli | Willoughby D. Miller                | US-amerikanischer Dentalwissenschaftler                                                            | 53    |       |
| 27. Juli | Edmund Pettus                       | US-amerikanischer Politiker                                                                        | 86    |       |
| 28. Juli | Friedrich Bachschmid                | bayerischer Kaufmann und Kommunalpolitiker                                                         | 75    |       |
| 28. Juli | Chlodwig von Sydow                  | preußischer Verwaltungsjurist, Richter, Landrat und Regierungspräsident                            | 82    |       |
| 29. Juli | Karl Enslein                        | österreichischer Komponist                                                                         | 58    |       |
| 30. Juli | Wilhelm Heinrich Uhland             | deutscher Ingenieur                                                                                | 67    |       |
| 31. Juli | Karl Georg Zachariae von Lingenthal | deutscher Rittergutsbesitzer und Parlamentarier                                                    | 64    |       |
| 31. Juli | Jules Settelen                      | Schweizer Unternehmer und Politiker                                                                |       |       |
| 31. Juli | Samuel M. Stephenson                | US-amerikanischer Politiker                                                                        | 75    |       |

## August
| Tag        | Name                                        | Beruf, bekannt als                                                                           | Alter | Beleg |
| ---------- | ------------------------------------------- | -------------------------------------------------------------------------------------------- | ----- | ----- |
| 1. August  | Ernesto Rodolfo Hintze Ribeiro              | portugiesischer Politiker                                                                    | 57    |       |
| 1. August  | Charles Edward Mansfield                    | britischer Botschafter                                                                       | 78    |       |
| 2. August  | Benedikt Sveinbjarnarson Gröndal            | isländischer Schriftsteller                                                                  | 80    |       |
| 3. August  | Augustus Saint-Gaudens                      | US-amerikanischer Bildhauer, der auch Münzbilder schuf                                       | 59    |       |
| 6. August  | Friedrich Reichert                          | deutscher Ökonom und Politiker                                                               | 83    |       |
| 6. August  | Alonzo G. Smith                             | US-amerikanischer Politiker                                                                  | 58    |       |
| 7. August  | Rudolf von Schmid                           | deutscher evangelischer Geistlicher                                                          | 79    |       |
| 7. August  | Johannes von Sengbusch                      | deutsch-baltischer Pädagoge im russischen Schuldienst                                        | 79    |       |
| 8. August  | Karl Löwe                                   | Präsident des Kaiserlichen Kanalamtes                                                        | 61    |       |
| 9. August  | Friedrich Boese                             | Bürgermeister in Brilon                                                                      |       |       |
| 9. August  | Albert J. Campbell                          | US-amerikanischer Politiker                                                                  | 49    |       |
| 9. August  | Julius Löwen                                | deutscher Kaufmann, Seidenfabrikant und Kirchenlieddichter                                   | 85    |       |
| 9. August  | Michael Cassius McDonald                    | irisch-amerikanischer Krimineller                                                            |       |       |
| 9. August  | Émile Reutlinger                            | deutscher Fotograf                                                                           | 81    |       |
| 9. August  | Heinrich Theodor Wuppermann                 | deutscher Landwirt und Unternehmer der Montanindustrie                                       | 72    |       |
| 9. August  | Julius van der Zypen                        | deutscher Ingenieur und Industrieller                                                        | 65    |       |
| 10. August | Hermann Ende                                | deutscher Architekt                                                                          | 78    |       |
| 10. August | Alfred von Keßler                           | preußischer Offizier, zuletzt General der Infanterie                                         | 74    |       |
| 10. August | Domenico Svampa                             | italienischer Geistlicher, Erzbischof von Bologna und Kardinal                               | 56    |       |
| 10. August | Marko Wowtschok                             | ukrainische Schriftstellerin russischer Herkunft, Übersetzerin und Folkloristin              | 73    |       |
| 11. August | Julius Busch                                | deutsch-baltischer Pastor und evangelischer Märtyrer                                         | 27    |       |
| 11. August | Theobald Kerner                             | deutscher Arzt und Dichter                                                                   | 90    |       |
| 11. August | Richard Thiele                              | deutscher Pädagoge und Heimatforscher                                                        | 60    |       |
| 12. August | Philip Fischer                              | dänischer Maler, Malermeister und Firnisfabrikant                                            | 90    |       |
| 13. August | George W. Hulick                            | US-amerikanischer Politiker                                                                  | 74    |       |
| 13. August | John Long Routt                             | US-amerikanischer Politiker                                                                  | 81    |       |
| 13. August | Hermann Carl Vogel                          | deutscher Astrophysiker                                                                      | 66    |       |
| 14. August | Alexander Bernardazzi                       | Schweizer Architekt                                                                          | 76    |       |
| 14. August | William Birney                              | US-amerikanischer Hochschullehrer und Unionsgeneral während des Amerikanischen Bürgerkrieges | 88    |       |
| 14. August | Hans Heinrich XI. von Hochberg              | preußischer Fürst, General und Politiker, MdR                                                | 73    |       |
| 14. August | Anacleto de Medeiros                        | brasilianischer Musiker und Komponist                                                        | 41    |       |
| 15. August | Eugen Coupienne                             | deutscher Lederfabrikant und Verbandsfunktionär der Lederindustrie                           | 64    |       |
| 15. August | Ernst Danielson                             | schwedischer Ingenieur und Entwickler des Elektrosyncronmotors                               |       |       |
| 15. August | Joseph Joachim                              | österreichisch-ungarischer Violinist, Dirigent und Komponist                                 | 76    |       |
| 16. August | Hugo Appelius                               | deutscher Strafrechtler                                                                      | 51    |       |
| 16. August | Conrad Grefe                                | österreichischer Maler, Lithograf und Schriftsteller                                         | 83    |       |
| 16. August | Heinrich Spoerry                            | schweizerischer Industrieller und Bergsteiger                                                | 37    |       |
| 16. August | Richard Trampler                            | österreichischer Geograph                                                                    | 61    |       |
| 17. August | Hiram Parks Bell                            | US-amerikanischer Politiker                                                                  | 80    |       |
| 17. August | George H. Noonan                            | US-amerikanischer Politiker                                                                  | 78    |       |
| 17. August | Otto Wolfskehl                              | deutscher Bankier und Politiker im Großherzogtum Hessen                                      | 65    |       |
| 18. August | John Kerr                                   | schottischer Physiker                                                                        | 82    |       |
| 18. August | Philipp Ripper                              | Landtagsabgeordneter Großherzogtum Hessen                                                    | 57    |       |
| 20. August | Eduard Hitzig                               | deutscher Hirnforscher                                                                       | 69    |       |
| 20. August | Julius Kleinau                              | deutscher Baumeister                                                                         | 58    |       |
| 20. August | John I. Mitchell                            | US-amerikanischer Politiker                                                                  | 69    |       |
| 21. August | Hubert Claus                                | deutscher Eisenhüttenmann                                                                    | 53    |       |
| 21. August | Eugène Lacheurié                            | französischer Komponist                                                                      | 76    |       |
| 22. August | Karl Albert von Baur                        | deutscher Landschaftsmaler                                                                   | 56    |       |
| 22. August | Barnim Grüneberg                            | deutscher Orgelbauer                                                                         | 78    |       |
| 22. August | Moritz von Mettingh                         | bayerischer Adliger, Philanthrop                                                             | 80    |       |
| 22. August | Franz Ludwig Meyr                           | deutscher Hofgerichtsrat und Politiker (Zentrum), MdR                                        | 81    |       |
| 22. August | Platon Sergejewitsch Porezki                | ukrainischer Mathematiker, Astronom, Logiker und Philosoph                                   | 60    |       |
| 22. August | Wilhelm Schmidt                             | deutscher Redakteur und Politiker (SPD), MdR                                                 | 55    |       |
| 24. August | Adolf Stern                                 | deutscher Schachspieler                                                                      | 57    |       |
| 24. August | Emidio Taliani                              | italienischer Kardinal                                                                       | 69    |       |
| 25. August | Benjamin H. Bunn                            | US-amerikanischer Politiker                                                                  | 62    |       |
| 25. August | Josef Benedikt Engl                         | deutscher Maler, Zeichner und Karikaturist                                                   | 40    |       |
| 25. August | Bogdan Petriceicu Hasdeu                    | rumänischer Politiker, Schriftsteller, Historiker, Romanist, Rumänist und Ethnologe          | 69    |       |
| 27. August | Leonidas Lewicki                            | österreichisch-deutscher Maschinenbauingenieur und Hochschullehrer                           | 66    |       |
| 27. August | Carl von Lucam                              | österreichischer Bank- und Versicherungsmanager                                              | 81    |       |
| 27. August | Charles Adolphus Murray, 7. Earl of Dunmore | schottischer Adeliger                                                                        | 66    |       |
| 28. August | Karl von Delius                             | deutscher Landrat                                                                            | 67    |       |
| 28. August | Adolf von Ernst                             | deutscher Ingenieur und Hochschullehrer                                                      | 62    |       |
| 28. August | Johann Jakob Gemmer                         | deutscher Landwirt und Landtagsabgeordneter                                                  | 81    |       |
| 28. August | Wilhelm Holzamer                            | deutscher Schriftsteller und Literaturkritiker                                               | 37    |       |
| 28. August | Otto Weber                                  | deutscher lutherischer Geistlicher                                                           | 66    |       |
| 29. August | Carl Gause                                  | deutscher Architekt                                                                          | 56    |       |
| 30. August | James Adam                                  | britischer Altphilologe                                                                      | 47    |       |
| 30. August | Richard Mansfield                           | anglo-amerikanischer Schauspieler deutscher Herkunft                                         | 50    |       |
| 30. August | Hans Jørgen Nicolaysen                      | norwegischer Stillleben-, Genre- und Porträtmaler, Kunstlehrer und Fotograf                  | 77    |       |
| 30. August | Ilia Tschawtschawadse                       | georgischer Fürst, Schriftsteller und Politiker                                              | 69    |       |
| 30. August | John Joseph Williams                        | US-amerikanischer Geistlicher, Erzbischof von Boston                                         | 85    |       |
| 31. August | Ali Asghar Khan Atabak                      | iranischer Politiker und Ministerpräsident Irans                                             |       |       |
| 31. August | Reinhold Cleß                               | württembergischer Bauunternehmer und Landtagsabgeordneter                                    | 68    |       |
| 31. August | Pietro Pavesi                               | italienischer Naturforscher, Historiker und Politiker                                        | 62    |       |
|            | Adolfo Kind                                 | schweizerisch-italienischer Chemieingenieur und Skipionier                                   |       |       |

## September
| Tag           | Name                                       | Beruf, bekannt als                                                              | Alter | Beleg |
| ------------- | ------------------------------------------ | ------------------------------------------------------------------------------- | ----- | ----- |
| 1. September  | Richard Karl von Klitzing                  | preußischer Offizier, zuletzt General der Infanterie                            | 65    |       |
| 2. September  | Wilhelmine Clauss-Szarvady                 | böhmische Pianistin                                                             | 74    |       |
| 2. September  | John Jay Jackson junior                    | US-amerikanischer Jurist und Politiker                                          | 83    |       |
| 4. September  | Edvard Grieg                               | norwegischer Komponist                                                          | 64    |       |
| 5. September  | Josef Merhaut                              | tschechischer Schriftsteller                                                    |       |       |
| 5. September  | Giuseppe Mirri                             | italienischer Generalleutnant und Politiker                                     | 72    |       |
| 5. September  | Markus Pflüger                             | deutscher Revolutionär und Politiker (DFP, FVp), MdR                            | 83    |       |
| 6. September  | Bartholomeus van Ommeren                   | niederländischer Anarchist                                                      | 48    |       |
| 6. September  | Orrin W. Robinson                          | US-amerikanischer Politiker                                                     | 73    |       |
| 7. September  | John Frederick Mann                        | britischer Entdeckungsreisender und Kartograf in Australien                     | 87    |       |
| 7. September  | Sully Prudhomme                            | französischer Dichter                                                           | 68    |       |
| 7. September  | Louis von Wild                             | deutscher Gutsbesitzer, Mitglied der kurhessischen Ständeversammlung            | 90    |       |
| 9. September  | Paul Schoop                                | Schweizer Elektrochemiker                                                       |       |       |
| 11. September | Octave Hamelin                             | französischer Philosoph                                                         | 51    |       |
| 11. September | Odilo Rottmanner                           | deutscher Bibliothekar und Stiftsprediger                                       | 65    |       |
| 14. September | Ludwig August von Sachsen-Coburg und Gotha | Prinz von Sachsen-Coburg und Gotha, kaiserlich brasilianischer Admiral          | 62    |       |
| 16. September | William Marshall                           | deutscher Zoologe                                                               | 62    |       |
| 16. September | Julio Ruelas                               | mexikanischer Maler                                                             | 37    |       |
| 17. September | Ignaz Brüll                                | österreichischer Komponist und Pianist                                          | 60    |       |
| 17. September | Edmonia Lewis                              | US-amerikanische Bildhauerin                                                    |       |       |
| 17. September | Hermann Meeths                             | Mitglied der Lübeckischen Bürgerschaft und des Bürgerausschusses                | 64    |       |
| 18. September | Ernest Blum                                | französischer Dramatiker und Librettist                                         | 71    |       |
| 18. September | Richard Wilhelm Dove                       | deutscher Kirchenrechtslehrer und Politiker, MdR                                | 74    |       |
| 18. September | Chariton Platonowitsch Platonow            | russischer und ukrainischer Genremaler                                          |       |       |
| 18. September | Emanuel Severin                            | deutsch-russischer Kinderchirurg und russischer kaiserlicher Rat                | 64    |       |
| 18. September | Julius Trip                                | deutscher Gartenarchitekt                                                       | 50    |       |
| 19. September | William Kelly                              | neuseeländischer Politiker irischer Herkunft                                    |       |       |
| 19. September | Jakobus Morenga                            | Nama-Führer und Guerillakämpfer                                                 |       |       |
| 19. September | Eduard Friedrich Weber                     | deutscher Unternehmer, Kunstsammler, Kunstmäzen und Konsul                      | 77    |       |
| 19. September | Paul von Weissenbach                       | sächsischer Verwaltungs- und Hofbeamter                                         | 70    |       |
| 20. September | Christian Storz                            | deutscher Politiker                                                             | 75    |       |
| 21. September | Rudolf Blasius                             | deutscher Ornithologe                                                           | 64    |       |
| 21. September | James Henry Lane                           | General der Armee der Konföderierten Staaten von Amerika                        | 74    |       |
| 21. September | Friedrich Schneider                        | deutscher katholischer Theologe                                                 | 71    |       |
| 21. September | Robert E. Withers                          | US-amerikanischer Politiker (Demokratische Partei)                              | 86    |       |
| 22. September | Wilbur Olin Atwater                        | US-amerikanischer Chemiker                                                      | 63    |       |
| 22. September | Charles Boiceau                            | Schweizer Politiker (LPS)                                                       | 66    |       |
| 22. September | José de la Cruz Mena                       | nicaraguanischer Komponist, Musiker und Orchesterdirektor                       | 33    |       |
| 22. September | Johannes Kessel                            | deutscher Hals-Nasen-Ohren-Arzt und Hochschullehrer                             | 68    |       |
| 22. September | Maurice Régimbart                          | französischer Entomologe                                                        |       |       |
| 23. September | Athelston Gaston                           | US-amerikanischer Politiker                                                     | 69    |       |
| 24. September | Carl Aldenhoven                            | Kunsthistoriker                                                                 | 64    |       |
| 24. September | Mykola Bobrezkyj                           | ukrainischer Zoologe, Professor und Universitätsrektor                          | 64    |       |
| 24. September | Anna T. Jeanes                             | US-amerikanische Autorin und Philanthropin                                      | 85    |       |
| 25. September | Iwan Karpenko-Karyj                        | ukrainischer Schauspieler, Schriftsteller und Dramatiker                        | 61    |       |
| 25. September | Terencio Sierra                            | honduranischer Präsident (1901–1903)                                            | 67    |       |
| 26. September | Wilhelm Lahn                               | brandenburgischer Lehrer und Dichter                                            | 75    |       |
| 27. September | Ambros Opitz                               | böhmischer katholischer Geistlicher, christlich-sozialer Politiker und Verleger | 61    |       |
| 27. September | Fermín Salvochea                           | spanischer Anarchist und Bürgermeister von Cadiz                                | 65    |       |
| 28. September | Friedrich I.                               | Großherzog von Baden (1856–1907)                                                | 81    |       |
| 29. September | Julius Motteler                            | deutscher Politiker (SPD), Mitglied der frühen deutschen Arbeiterbewegung, MdR  | 69    |       |
| 30. September | John Charles Ardagh                        | britischer Offizier, Festungsbauer, Jurist und Kolonialbeamter                  |       |       |
| 30. September | Theodor Eyrich                             | deutscher Architekt                                                             | 69    |       |